# Корниче (Кјети)
Корниче (итал. Cornice) је насеље у Италији у округу Кјети, региону Абруцо.
Према процени из 2011. у насељу је живело 34 становника. Насеље се налази на надморској висини од 153 м.